# Alexandre Rachmiel

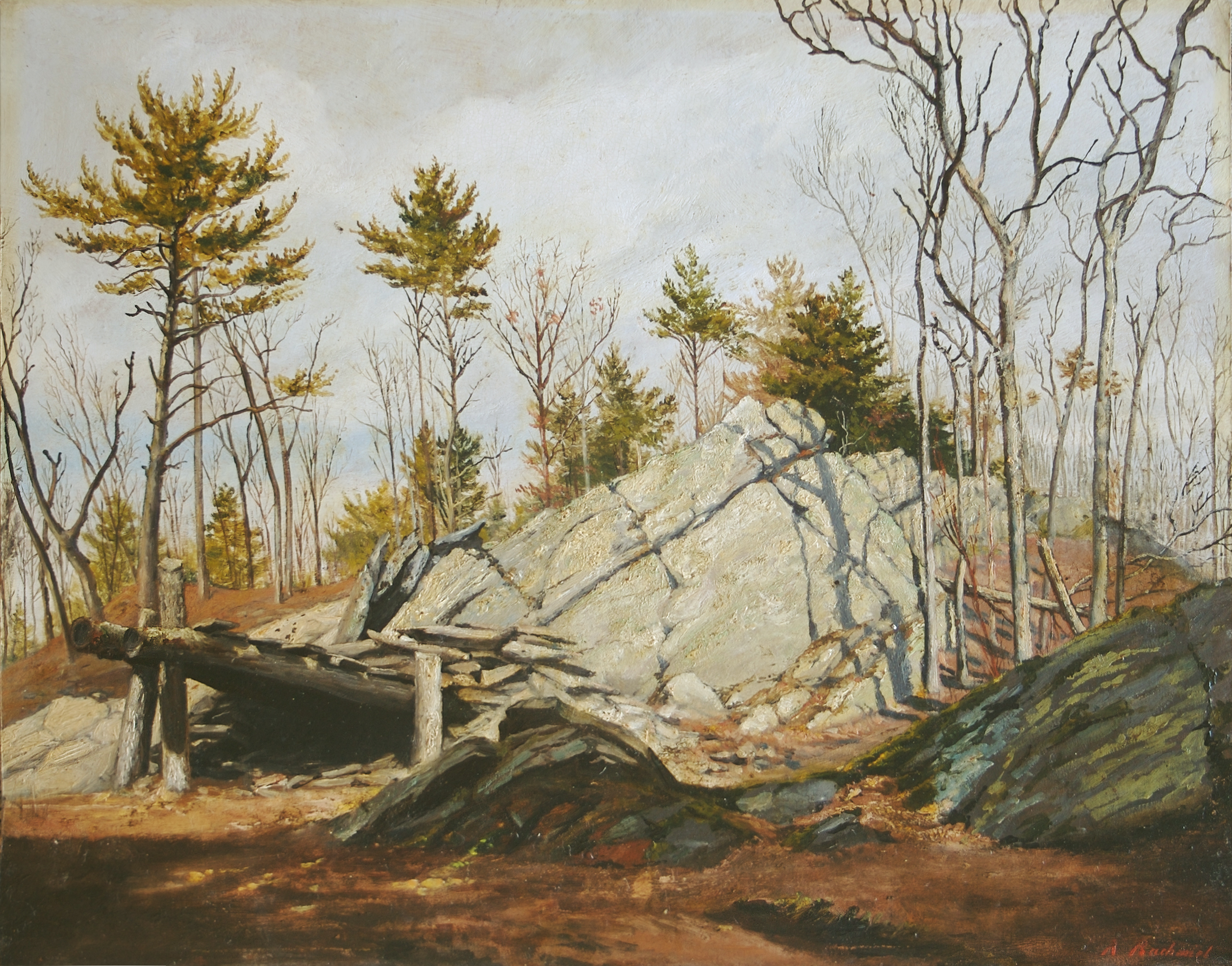
Paisagem de outono. Por volta de 1890, óleo a bordo.

Alexandre Rachmiel (Alsácia-Lorena, 1835 – Vincennes, 1918) foi um pintor francês que mais tarde se estabeleceu nos Estados Unidos, trabalhando no estado de Nova York, Califórnia e também na França.  
Nascido em Alsácia-Lorena, França, em 1835, ele é conhecido principalmente por suas paisagens retratadas com sensibilidade. 
Sua formação artística inicial foi na França, onde foi colega de Jean-Jacques Henner. Quando a Guerra Franco-Prussiana estourou, Rachmiel achou necessário imigrar para a América, o que fez em 1870. Depois de chegar a Nova York, Rachmiel logo conheceu e se casou com Sarah Parker Scott, uma viúva com quatro filhas. A família se estabeleceu em Haverstraw-on-Hudson. O filho deles, Jean Rachmiel, nascido em maio de 1871, seguiria os passos artísticos de seu pai e foi chamado de "American Millet".
Rachmiel educou seu filho em desenho e pintura, e foi um estrito disciplinador e crítico, além de um amigo compreensivo de seu filho. Em 1887, ele enviou Jean para Nova York para estudar na Art Students League e, após três anos de curso, Rachmiel enviou Jean para Paris. Ao longo desses anos, Rachmiel continuou pintando. Em 1895, ele se juntou ao filho em Paris, onde Jean estudava com Léon Bonnat na L'Ecole des Beaux-Arts. Eles compartilharam um estúdio juntos de 1895-1902. Rachmiel retornou aos Estados Unidos e se estabeleceu na Califórnia entre 1901-1902 e novamente em 1906. De 1903-1905, pai e filho trabalharam em Washington D.C., decorando a Galeria de Arte Corcoran . 
Rachmiel pintou na Filadélfia, Pasadena, Laguna e Santa Barbara antes de sua morte em Vincennes, perto de Paris, em 1918. 